# Jędrusiowa Dziura
Jędrusiowa Dziura, właściwie System Jędrusiowa Dziura – jaskinia w Dolinie Małej Łąki w Tatrach Zachodnich. Długość jaskini wynosi 419 metrów, a jej deniwelacja 56,60 metrów.

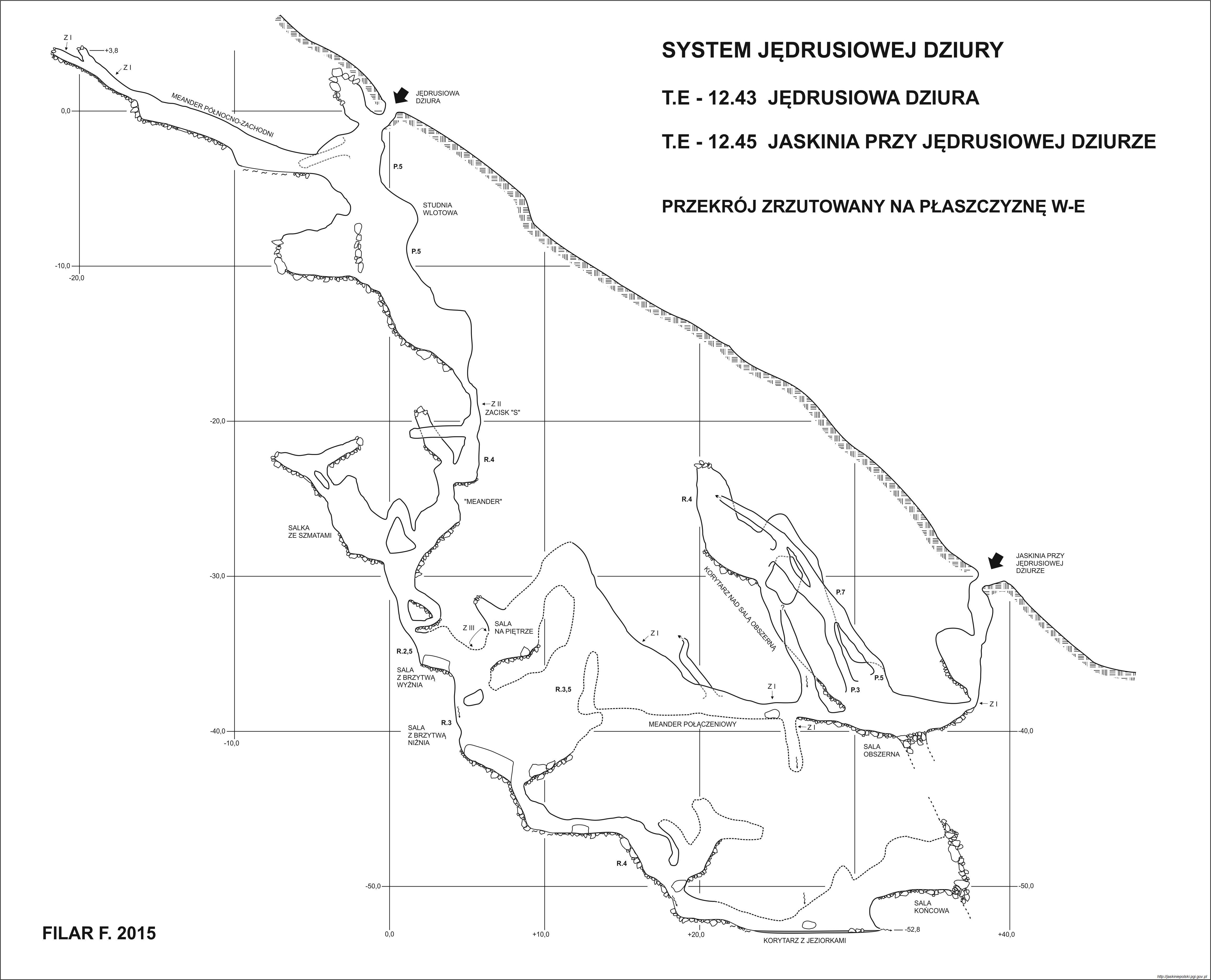
Przekrój jaskini

System Jędrusiowa Dziura jest określeniem obejmującym 2 jaskinie poznawane niezależnie od siebie i w wyniku odkryć połączone ze sobą. Są to: Jędrusiowa Dziura i Jaskinia przy Jędrusiowej Dziurze.

## Jędrusiowa Dziura
Wejście do jaskini znajduje się w dolnej części Baranich Schodów na wysokości 1593 metrów n.p.m. Jej długość wynosi 273 metry, a deniwelacja 56,60 metrów.

### Opis jaskini
Z otworu wejściowego idzie korytarzyk, który po paru metrach kończy się na pierwszym z dwóch progów Studni Wlotowej. Zjeżdżając pierwszym progiem, dociera się do piarżystej półki. Odchodzi stąd Meander Północno-Zachodni, który po 30 metrach kończy się zawaliskiem. Jest tu najwyżej położone miejsce w jaskini (+3,8 m).

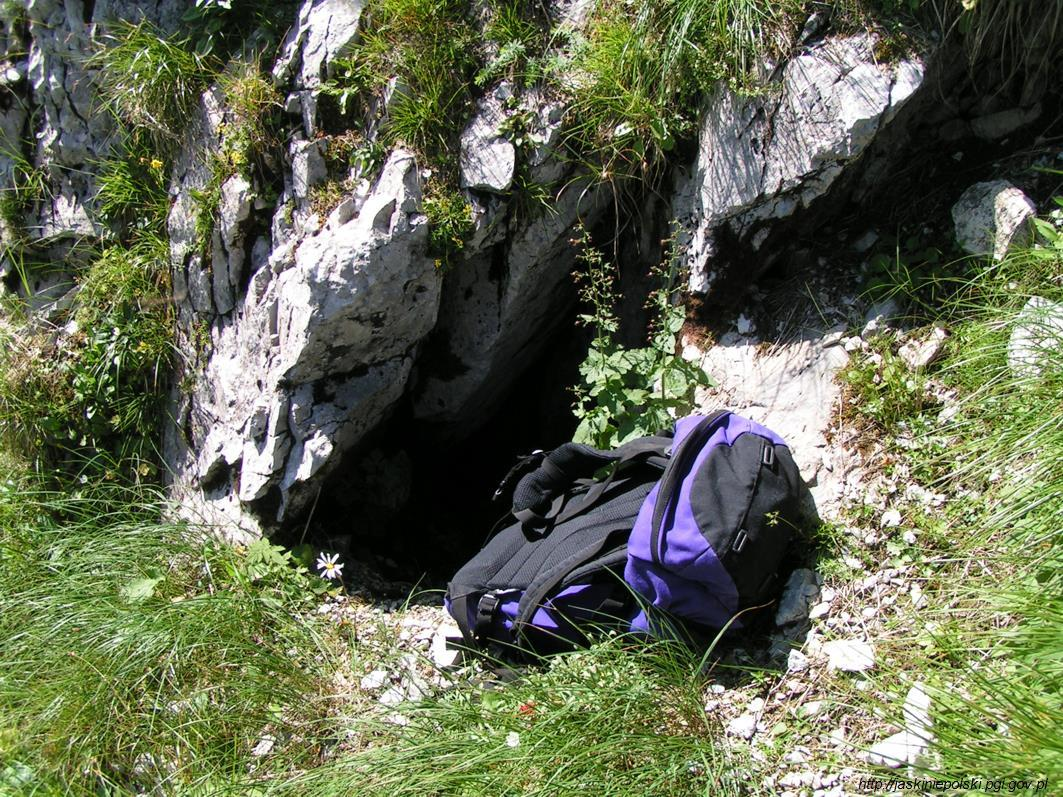
Otwór Jędrusiowej Dziury

Tymczasem ciąg główny prowadzi dalej Studnią Wlotową. Po zjechaniu na jej dno schodzi się korytarzem do obszernej salki stanowiącej część tzw. „Meandra”. Stąd idzie się do następnej salki. W bok odchodzi tu stromo do góry korytarz, który po kilku metrach urywa się  progiem do Salki ze Szmatami. Ciąg główny prowadzi do trzeciej i ostatniej salki w „Meandrze”. Z niej odchodzi też boczny korytarz do Salki ze Szmatami.

Ciąg główny idzie tymczasem z trzeciej salki do przełazu i dalej do Sali z Brzytwą Wyżniej (odchodzi stąd korytarz do Sali na Piętrze), a później do Sali z Brzytwą Niżniej. Stąd idzie boczny korytarz do Meandra Połączeniowego, który łączy Jędrusiową Dziurę z Jaskinią przy Jędrusiowej Dziurze. Dalej ciąg główny prowadzi do Korytarza z Jeziorkami. Jego dno zalega glina, na której okresowo tworzą się jeziorka. Na końcu korytarza woda wpływa do niedostępnej szczeliny. Jest tu najniżej położony punkt jaskini (−56,6 m). Nieco wcześniej znajduje się przejście do Sali Końcowej.

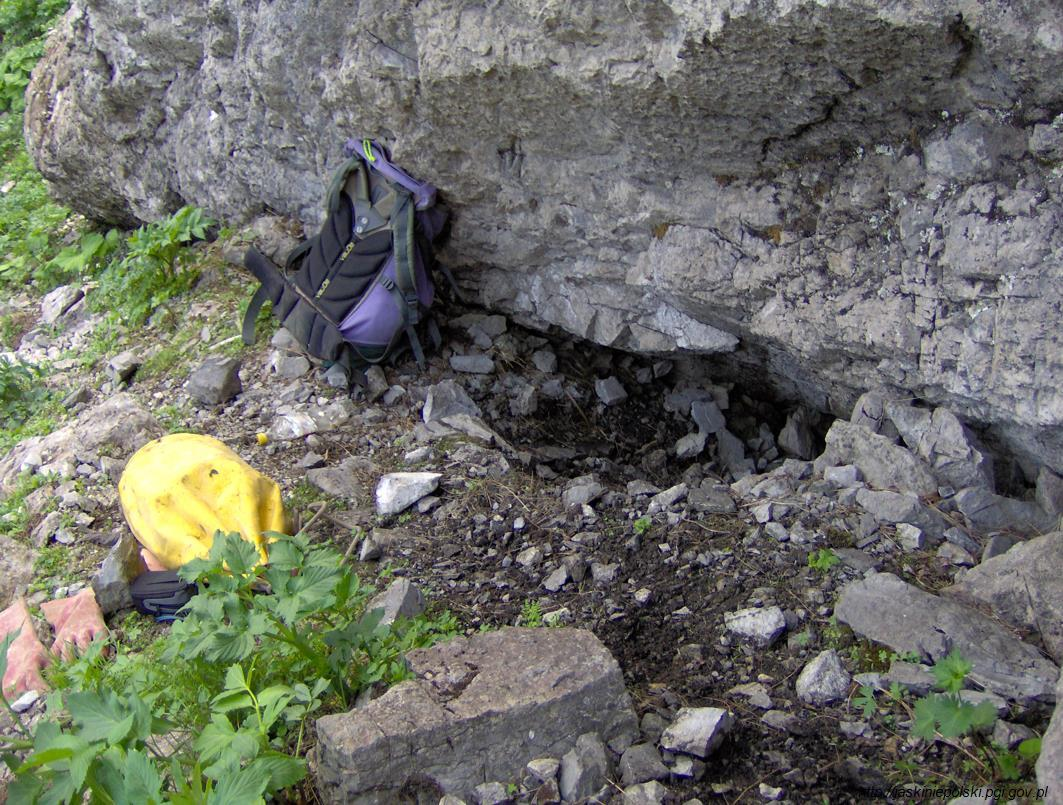
Otwór Jaskini przy Jędrusiowej Dziurze

## Jaskinia przy Jędrusiowej Dziurze
Wejście do jaskini znajduje się w dolnej części Baranich Schodów na wysokości 1562 metrów n.p.m. Jej długość wynosi 146 metrów, a deniwelacja 19,2 metra.

### Opis jaskini
Otwór jaskini znajduje się 30 metrów poniżej Jędrusiowej Dziury. Zaraz za otworem jest niski przełaz prowadzący do pochylni. Z niej przez zacisk dochodzi się do największej sali w jaskini – Sali Obszernej. Znajduje się w niej prawdopodobnie zasypane przejście do Sali Końcowej w Jędrusiowej Dziurze.

Z sali do góry idzie Korytarz nad Salą Obszerną, który rozgałęzia się na parę korytarzyków kończących się szczelinami.

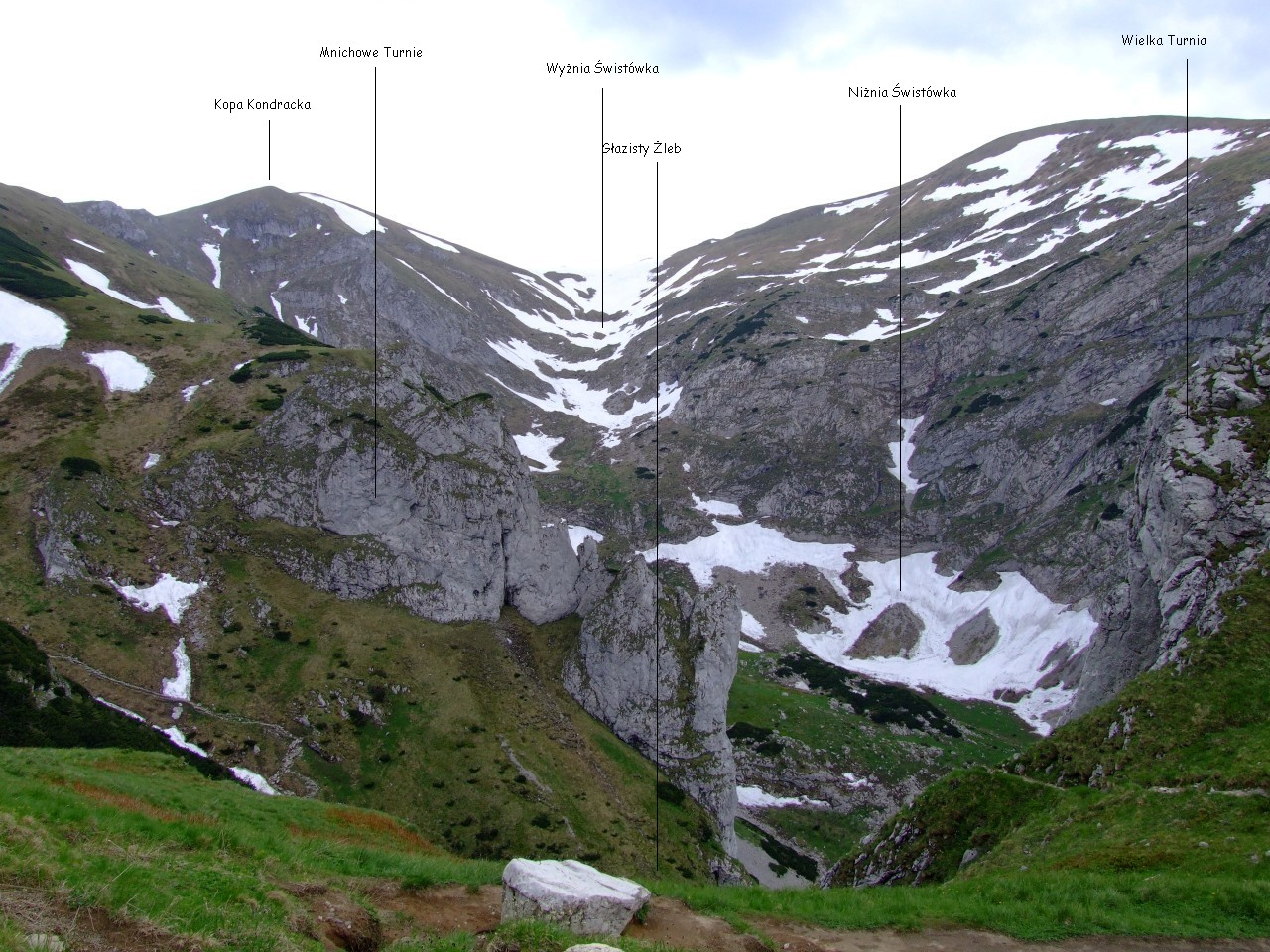
Dolina Małej Łąki. W śniegu poniżej Baranie Schody

Na dnie Sali Obszernej zaczyna się niski korytarzyk, który doprowadza do zacisku. Miejsce to stanowi wejście do Meandra Połączeniowego. Meander prowadzi do niewielkiej salki, która kończy się progiem spadającym do Sali z Brzytwą Niżniej. Miejsce to jest połączeniem Jaskini przy Jędrusiowej Dziurze z Jędrusiową Dziurą.

## Przyroda
W dolnej części jaskini płyną cieki i tworzą się okresowe jeziorka (Korytarz z Jeziorkami).
Mieszkają w niej nietoperze.

## Historia odkryć
Jędrusiowa Dziura została odkryta w 1968 roku.
W 1971 roku zbadano jaskinię do końca. Nadano jej nazwę Jędrusiowa Dziura, ponieważ badana była przez trzech Andrzejów z Krakowa (A. Dzioba, A. Górny i A. Kozik).
Jaskinia przy Jędrusiowej Dziurze została odkryta w 1971 roku przez grotołazów z STJ KW Kraków.
Połączenie obu jaskiń nastąpiło 28 lipca 2006 roku.
Kolejne drobne odkrycia w rejonie Meandra Połączeniowego miały miejsce w październiku 2015 roku.
W okresie od sierpnia do października 2015 roku powtórnie zmierzono cały system.